# Achim (Börßum)
Achim is een Ortsteil van de Duitse gemeente Börßum in de deelstaat Nedersaksen. Tot 1 november 2011 was Achim een zelfstandige gemeente, die bestond uit de kernen Achim, Kalme en Seinstedt.
- Gemeinsame Normdatei: 4587116-4
- Virtual International Authority File: 238773738

Baddeckenstedt · 
Börßum · 
Burgdorf · 
Cramme · 
Cremlingen · 
Dahlum · 
Denkte · 
Dettum · 
Dorstadt · 
Elbe · 
Erkerode · 
Evessen · 
Flöthe · 
Haverlah · 
Hedeper · 
Heere · 
Heiningen · 
Kissenbrück · 
Kneitlingen · 
Ohrum · 
Remlingen-Semmenstedt · 
Roklum · 
Schladen-Werla · 
Schöppenstedt · 
Sehlde · 
Sickte · 
Uehrde · 
Vahlberg · 
Veltheim (Ohe) · 
Winnigstedt · 
Wittmar · 
Wolfenbüttel